# Trifelsruhe

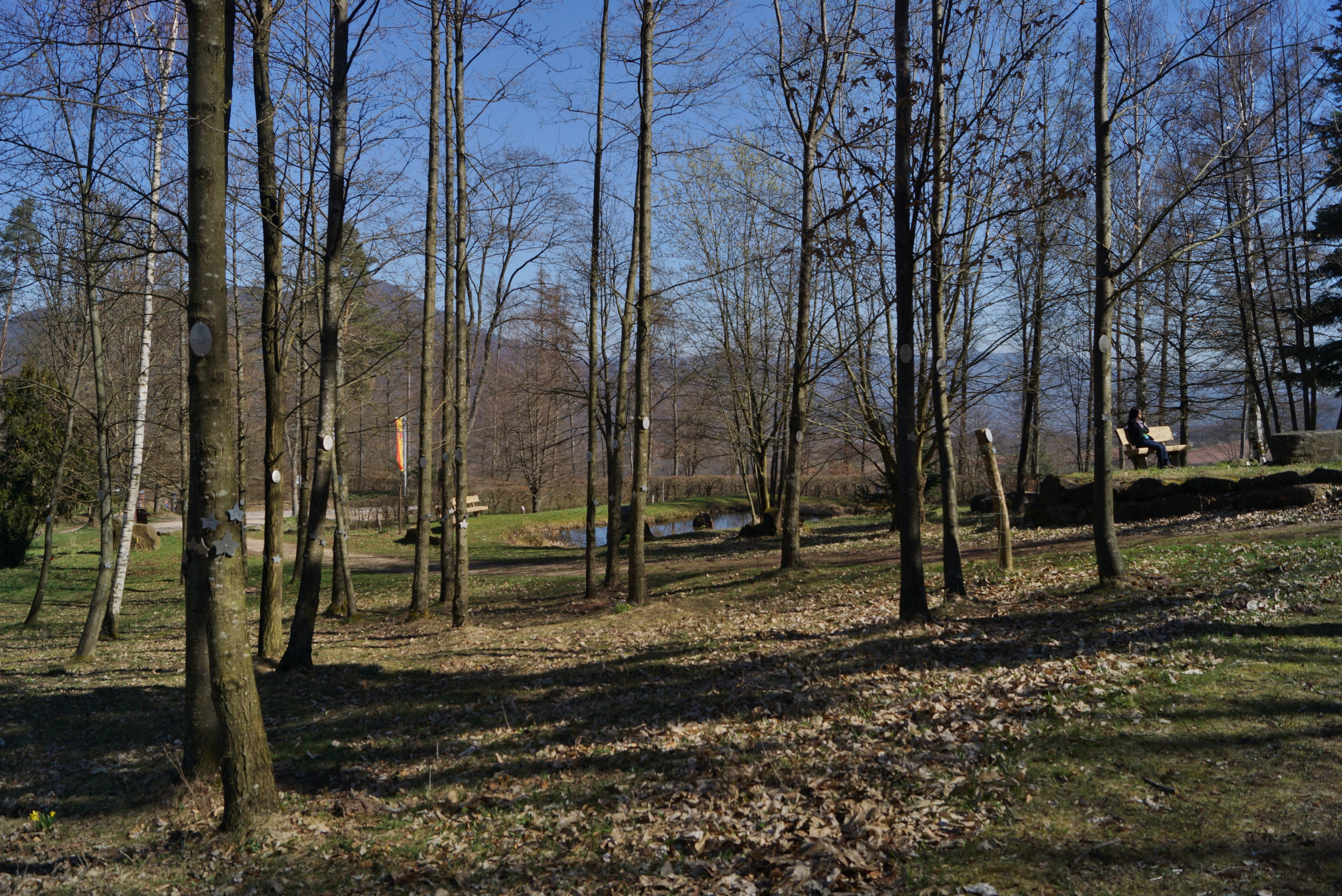
Naturbegräbnisstätte Trifelsruhe, Bereich Biotop

Trifelsruhe heißt eine Naturbegräbnisstätte im Stadtwald von Annweiler am Trifels im rheinland-pfälzischen Landkreis Südliche Weinstraße.
Die im Jahr 2008 eröffnete Trifelsruhe ist eine überregionale und die größte kommunale Naturbegräbnisstätte in Rheinland-Pfalz und bietet die Möglichkeit einer Bestattung an einem Baum oder an einem Sandsteinfindling. Die Gestaltung und Organisation wird durch die Stadt Annweiler am Trifels verwirklicht.
Das Gebiet liegt südwestlich der Stadt am Nordhang des Ebersbergs und ist über die Trifelsstraße, als Teil der Kreisstraße 2 zum Rehberg und zur Burg Trifels auf dem Sonnenberg erreichbar.

## Belege
1. ↑  Naturbegräbnisstätte Trifelsruhe, Stadt Annweiler am Trifels
2. ↑  Die Naturbegräbnisstätte in der Pfalz